# Bogatić (Drniš)
Bogatić (1991-ig Bogetić) falu Horvátországban Šibenik-Knin megyében. Közigazgatásilag Drnišhez tartozik.

## Fekvése
Knintől légvonalban 18, közúton 30 km-re délnyugatra, községközpontjától légvonalban 15, közúton 22 km-re északnyugatra, Dalmácia közepén, a Krka bal partján, a Rogi-vízeséstől mindössze néhány száz méterre keletre fekszik. A Krka partján két Bogatić nevű település is áll, a Promina községhez tartozó Bogatić tőle északra 4 km-re, a Krkai pravoszláv monostorral átellenben található.

## Története
A horvátok ősei a 7. században telepedtek meg ezen a vidéken. A középkorban a határában állt két vár, amelyek két egymással ellenséges család, a Nelipićek (Bogočin vára), illetve a Šubićok (Rog vára) tulajdonában voltak. A török 1522-ben foglalta el Bogočin, Rog, valamint a délebbre fekvő Kamičak várát. Területe a moreai háború során (1684-1699) szabadult fel a török uralom alól. 1797-ben a Velencei Köztársaság megszűnésével a Habsburg Birodalom része lett. 1806-ban Napóleon csapatai foglalták el és 1813-ig francia uralom alatt állt. Napóleon bukása után ismét Habsburg uralom következett, mely az első világháború végéig tartott. A falunak 1857-ben 175, 1910-ben 220 lakosa volt. Az első világháború után előbb a Szerb Királyság, majd rövid ideig az Olasz Királyság, ezután a Szerb–Horvát–Szlovén Királyság, majd Jugoszlávia része lett. 1991-ben teljes lakossága horvát nemzetiségű volt. A délszláv háború során a szerb csapatok elfoglalták és a Krajinai Szerb Köztársasághoz csatolták. A horvát hadsereg 1995 augusztusában a Vihar hadművelet során foglalta vissza a települést. A településnek 2011-ben 94 lakosa volt.

## Lakosság
| Lakosság változása | Lakosság változása | Lakosság változása | Lakosság változása | Lakosság változása | Lakosság változása | Lakosság változása | Lakosság változása | Lakosság változása | Lakosság változása | Lakosság változása | Lakosság változása | Lakosság változása | Lakosság változása | Lakosság változása | Lakosság változása |
| ------------------ | ------------------ | ------------------ | ------------------ | ------------------ | ------------------ | ------------------ | ------------------ | ------------------ | ------------------ | ------------------ | ------------------ | ------------------ | ------------------ | ------------------ | ------------------ |
| 1857               | 1869               | 1880               | 1890               | 1900               | 1910               | 1921               | 1931               | 1948               | 1953               | 1961               | 1971               | 1981               | 1991               | 2001               | 2011               |
| 175                | 204                | 188                | 220                | 216                | 220                | 223                | 236                | 259                | 266                | 279                | 308                | 218                | 190                | 113                | 94                 |

## Nevezetességei
- Határában található a Krka egyik nevezetes vízesése a Roški slap (magyarul Rogi-zuhatag). A vízesés a közelében állt Rog váráról kapta a nevét, amelynek azonban mára nyoma sem maradt.[2] A vízesés legnagyobb szélessége 450 méter, összmagassága 22,5 méter, a legmagasabb vízesésének magassága 15 méter. 1910-ben a jobb oldalán egy kisebb vízierőművet építettek, ahonnan a Drniš melletti szénbányákat látták el árammal.

- A Rogi-zuhatagnál, a hídtól délre, a Krka-folyó menti travertin gátaknál található a Skelin-ház.[5] Az épület földszintes, négyzet alaprajzú, tufából épült, külső vakolt homlokzatokkal. Az északnyugati tájolású épület főhomlokzatán egy téglalap alakú, íves áthidalású ajtó, az ajtótól balra és jobbra pedig egy-egy négyszögletes ablak található. A főbejárati ajtótól balra latin nyelvű felirat olvasható: „PARVA DOMUS AVUM”. Belül az épület megőrizte eredeti elrendezését. A Skelin-ház, amelyet Drniš akkori polgármestere, Ivan Skelin építtetett a 20. század elején, a Skelin család nyaralóhelyéül szolgált. Egy szállodával együtt építették, amely a Rogi-zuhatagnál a turisztikai vállalkozások kezdetét képviseli.

- A Skelin-malom egy egymáshoz kapcsolódó épületekből álló komplexum.[6] Az északi épület a földszintes, a déli két épület pedig emeletes. A nyílások a déli homlokzatokon vannak. A két déli épület azonos homlokzattal rendelkezik, két ablak az első emeleten, egy ajtó és egy kisebb ablak pedig a földszinten. Az északi épület a főhomlokzaton három kisebb ablakkal rendelkezik. A kanalas szerkezetű malom hat malomművel rendelkezik. Az eredeti épületek bővítésekor ezekre merőleges betontoldalékot építettek a komplexum legdélebbi épületéhez.

- Ugyancsak védett kulturális emlék a Rogi-zuhatag közelében épített emeletes Kulušić-malom.[7] A malom a 19. században épült faragott kövekből L alakú alaprajzzal, vakolt homlokzatokkal, kőkeretes nyílászárókkal. Bejárata a déli oldalon található két oldalán négyszögletes ablakokkal. Kanalas malomműve vízszintes őrlőkövekkel működött.

- Közvetlenül a Rogi-zuhatagnál még egy malom is áll.[8] A földszintes épület kőből épült, kívülről vakolt homlokzatokkal. Bejárata a keleti oldalon található. Malomműve kanalas szerkezettel, hat őrlőkővel működött.

- Határában a Krka bal partján találhatók Bogočin várának (más néven Vilin) romjai. A várat valószínűleg a Nelipićek építették és a Krkán itt átvezető hidat védte. Később a Martinušić család birtoka volt. 1522-ben elfoglalta a török és 1686-ig a kezén maradt. Ekkor súlyosan megrongálódott és azóta pusztul. A várhoz vezető középkori út a mai napig fennmaradt, melyről egy hídon át lehetett bejutni a várba.[2]

- Kamičak vára a Krka bal partján, a településtől délre, mintegy 2 km-re nehezen megközelíthető helyen található. A vár ma erősen romos állapotban áll, csak csekély maradványai találhatók. A legépebben fennmaradt rész az északi, Krka felőli oldal egy torony maradványaival. A vár központi részéből csak az északi és északnyugati falak, valamint a nyugat-keleti irányú zárófal maradt fenn. A 19. században közelében még ókori épületek maradványai is láthatók voltak. A vár alatti szántóföldet a nép Svačicának nevezi. A Svačicok leszármazottai a Nepilićek is Kamičakról származtak. A várat a történeti források „Kamichech” (1345), „Kamichack” (1411), „Kamichach” (1421) és „Camichach” (1434) alakban említik. A várat a nép Utješinović-várként is nevezi, mert a 15. században itt volt az Utješinović grófok birtokközpontja. Itt született 1482-ben Juraj Utješinović, akit a magyar történetírás Fráter Györgyként vagy György barátként ismer. Korának egyik legnagyobb politikusa volt, királyi kincstartó, majd helytartó, Magyarország kormányzója, nagyváradi püspök, majd bíboros, esztergomi érsek, erdélyi vajda, az Erdélyi Fejedelemség megszervezője és 1551-es meggyilkolásáig tényleges ura volt. Kamičak urai közül említésre méltók még a Halapić testvérek, akik részt vettek II. Ulászló királlyá választásában. Kamičakról származott Mišljenović Márk horvát–dalmát és szlavón bán (1506–1507). A várat 1522-ben foglalta el a török.[9]